# Uropetala chiltoni
Uropetala chiltoni is een echte libel uit de familie van de Petaluridae.
De wetenschappelijke naam van de soort werd in 1930 gepubliceerd door Robin John Tillyard.